# Hyperolius constellatus
Hyperolius constellatus es una especie de anfibio anuro de la familia Hyperoliidae.

## Distribución geográfica
Esta especie es endémica de la República Democrática del Congo. Habita entre los 2800 y 2850 m sobre el nivel del mar en las mesetas de Itombwe y Kabobo.

## Taxonomía
Esta especie fue elevada al rango de especies por Greenbaum, Sinsch, Lehr, Valdez y Kusamba en 2013.

## Publicación original
- Laurent, 1951: Deux reptiles et onze batraciens nouveaux d'Afrique centrale. Revue de Zoologie et de Botanique Africaines, vol. 44, p. 360-381.[4]